# Aschentalshalbe
Die Aschentalshalbe ist ein 685 m ü. NHN hoher Bergrücken im Harz nahe Sieber im gemeindefreien Gebiet Harz des Landkreises Göttingen in Niedersachsen.

## Name
Die Aschentalshalbe wurde nach dem Aschental, einem südlichen Nebental des Tiefenbeekstals, in dem das Tiefenbeek fließt, benannt.

## Geographie

### Lage
Die Aschentalshalbe liegt im Oberharz im Naturpark Harz etwa 2 km südöstlich von Sieber, einem nordöstlichen Ortsteil von Herzberg am Harz. Sie erhebt sich zwischen dem Gropenbornskopf im Norden, den Koboltstaler Köpfen im Ostnordosten mit deren Ausläufer Gödeckenkopf im Osten, den Schadenbeeksköpfen im Südosten, dem Übelsberg im Süden, dem Großen Knollen im Südsüdwesten, der Pagelsburg im Südwesten, dem Adlersberg im Westen und dem Breitentalskopf im Nordwesten.

### Wasserscheide
Über die Aschentalshalbe verläuft die Wasserscheide zwischen der Sieber im Norden bis Westen und der Oder im Osten bis Süden: Während das nördlich des Bergs entspringende Tiefenbeek nordwestwärts der Sieber zufließt, ist die auf seinen südlichen Hochlagen entspringende Grade Lutter der rechte Quellbach der Lutter, die südwärts in die Oder fließt.

### Gipfel und Messpunkte
Die Aschentalshalbe hat mehrere Kuppen:
- Die Westkuppe, auch Hohes Feld[3][4] genannt, ist 667 m hoch. Von dort fällt der Blick auf Sieber.
- Die beiden Hauptkuppen, die sich etwa mittig auf dem Bergrücken befinden, sind mit jeweils etwa 685 m[2] Höhe die höchsten Gipfel.
- Die Ostnordostkuppe ist etwa 640 m[2] hoch. Etwas südöstlich davon ist auf topographischen Karten ein Messpunkt (627 m[1]) verzeichnet. Von dort und der etwas östlich davon stehenden Schutzhütte (siehe Absatz Wandern) fällt der Blick in Richtung Süden.

## Wandern
Der Harzklub-Wanderweg 15 G verläuft über die Aschentalshalbe, von der mehrere Wanderwege zu den vorgenannten Nachbarbergen führen. Rund 1,25 km ostnordöstlich des Bergs und etwa 1 km nördlich der Nordwestkuppe der nahen Schadenbeeksköpfe steht nahe der Ostkuppe der Aschentalshalbe eine Schutzhütte. Hier befand sich bis zum Jahr 2016 die Stempelstelle 152 Schadenbeeksköpfe im System der Harzer Wandernadel.

## Quelle
- Topographische Karte 1:25.000, Nr. 4328 Bad Lauterberg im Harz